# Субдифференциал
Субдифференциал функции f, заданной на банаховом пространстве E — это один из способов обобщить понятие производной на произвольные функции. Хотя при его использовании приходится пожертвовать однозначностью отображения (значения субдифференциала в общем случае — множества, а не отдельные точки), он оказывается довольно удобным: любая выпуклая функция оказывается субдифференцируемой на всей области определения. В тех случаях, когда о дифференцируемости функции заранее ничего не известно, это оказывается существенным преимуществом.
Кроме того, субдифференциал (при довольно слабых ограничениях на функцию) по своим свойствам во многом подобен обычной производной. В частности, для дифференцируемой функции они совпадают, а для недифференцируемой он оказывается как бы «множеством возможных производных» в данной точке. Значения субдифференциала являются выпуклыми подмножествами сопряженного пространства E*.

## Определение
Субдифференциалом {\displaystyle \partial f(x_{0})} выпуклой функции {\displaystyle f\colon E\rightarrow \mathbb {R} } в точке {\displaystyle x_{0}} называется множество, состоящее из всех линейных функционалов {\displaystyle p\in E^{*}}, удовлетворяющих для всех {\displaystyle x\in E} неравенству
{\displaystyle p(x-x_{0})\leq f(x)-f(x_{0})}.
Функция {\displaystyle f(x)} называется субдифференцируемой в точке {\displaystyle x_{0}}, если множество {\displaystyle \partial f(x_{0})} непусто.
Вектор {\displaystyle p\in E^{*}}, принадлежащий субдифференциалу {\displaystyle \partial f(x_{0})}, называется субградиентом функции {\displaystyle f(x)} в точке {\displaystyle x_{0}}.

## Свойства
- {\displaystyle \partial f(x_{0})} — выпуклое (возможно пустое) множество в {\displaystyle E^{*}}

Пусть f1(x), f2(x) — выпуклые конечные функции, причем одна из них непрерывна в точке x, {\displaystyle \lambda \geq 0}, тогда
- {\displaystyle \partial \left(f_{1}(x)+f_{2}(x)\right)=\partial \left(f_{1}(x)\right)+\partial \left(f_{2}(x)\right)}, сумма понимается в смысле суммы Минковского.

- {\displaystyle \partial \left(\lambda f_{1}(x)\right)=\lambda \partial f_{1}(x)}

- Если функция {\displaystyle f:E\rightarrow \mathbb {R} } выпукла и непрерывна в точке {\displaystyle x\in E}, то она субдифференцируема в этой точке {\displaystyle x\in E}, то есть {\displaystyle \partial f(x)\neq \varnothing }, и её субдифференциал {\displaystyle \partial f(x)} является множеством компактным и выпуклым

- Пусть функция {\displaystyle f:E\rightarrow \mathbb {R} } выпукла и конечна. В этом случае функция {\displaystyle f(x)} дифференцируема по Гато в точке {\displaystyle x_{0}\in E} тогда и только тогда, когда её субдифференциал в этой точке состоит из единственного вектора {\displaystyle \partial f(x_{0})=\left\{{\frac {\partial f(x_{0})}{\partial x}}\right\}}

- Функция имеет локальный минимум в точке тогда и только тогда, когда 0 принадлежит субдифференциалу в этой точке.

- Если последовательность выпуклых функций {\displaystyle f_{n}} сходится поточечно к выпуклой функции {\displaystyle f}, то для любой сходящейся последовательности {\displaystyle p_{n}\in \partial _{x_{0}}f_{n}} её предел {\displaystyle p=\lim _{n\to \infty }p_{n}} принадлежит субдифференциалу {\displaystyle \partial _{x_{0}}f}.

## Субдифференциал функции на одномерном интервале

### Пример

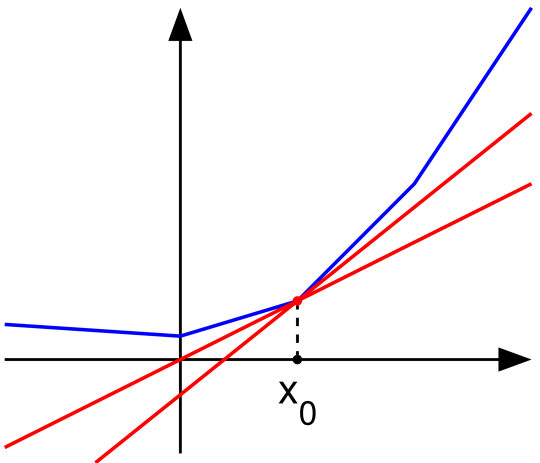
Выпуклая функция (синяя) и "подкасательные" к её графику в точке (красные).

Пусть {\displaystyle f:I\to \mathbb {R} } — вещественнозначная выпуклая функция, определённая на принадлежащем прямой открытом интервале. Такая функция может быть дифференцируема не во всех точках. Например, функция {\displaystyle f(x)=|x|} недифференцируема при {\displaystyle x=0}. Однако, как это можно видеть на графике, расположенном справа  , для всякого {\displaystyle x_{0}} из области определения через точку {\displaystyle (x_{0},f(x_{0}))} может быть проведена прямая, которая либо касается графика функции {\displaystyle f(x)}, либо располагается под этим графиком. Допустимые наклоны таких прямых образуют то, что именуется субдифференциалом.

### Определение
Субпроизводная выпуклой функции  {\displaystyle f:I\to \mathbb {R} } в точке {\displaystyle x_{0}} на открытом интервале  {\displaystyle I} — это вещественное число {\displaystyle c}, такое, что  
{\displaystyle f(x)-f(x_{0})\geq c(x-x_{0})}
для всех {\displaystyle x\in I}. По теореме, обратной теореме о среднем значении, для выпуклой функции множество субпроизводных в точке  {\displaystyle x_{0}} — непустой замкнутый промежуток {\displaystyle [a,b]}, где {\displaystyle a} и {\displaystyle b} — односторонние пределы
{\displaystyle a=\lim _{x\to x_{0}^{-}}{\frac {f(x)-f(x_{0})}{x-x_{0}}},}
{\displaystyle b=\lim _{x\to x_{0}^{+}}{\frac {f(x)-f(x_{0})}{x-x_{0}}}.}
Множество {\displaystyle [a,b]} всех субпроизводных называют субдифференциалом функции {\displaystyle f} в точке {\displaystyle x_{0}}. Субдифференциал обозначают {\displaystyle \partial f(x_{0})}. Если функция {\displaystyle f} выпукла, то её субдифференциал в любой точке не пуст. Более того, если её субдифференциал в точке {\displaystyle x_{0}} содержит ровно одну субпроизводную,, то {\displaystyle \partial f(x_{0})=\{f'(x_{0})\}} и функция {\displaystyle f} дифференцируема в точке {\displaystyle x_{0}}.